# Achantodes cerusicosta
Achantodes cerusicosta är en fjärilsart som beskrevs av Achille Guenée 1852. Achantodes cerusicosta ingår i släktet Achantodes och familjen Crambidae. Inga underarter finns listade i Catalogue of Life.